# Crotalus atrox
Crotalus atrox és una espècie de rèptil vipèrid que viu al sud d'Amèrica del Nord. És la serp més perillosa dels Estats Units. És també conegut pel nom comú de "cascavell diamantada de l'oest","cascavell diamant" o simplement "cascavell" o "escurçó de cascavell" doncs normalment és l'espècie més comuna als territoris on aquesta dispersa.

## Descripció
Aquest animal és un depredador altament especialitzat, sent pertanyent a la família Viperidae, les serps més avançades evolutivament parlant. Té una longitud de més de dos metres, la qual cosa la converteix en una de les serps més grans del subcontinent nord-americà. És corpulenta i pesada. A seva boca hi ha una llengua forcada. L'esquena està decorada amb dibuixos de diamants (d'aquí ve el nom comú), i el seu cos acaba en un cascavell format per segments que es van afegint en cada muda. Els exemplars joves no posseeixen cascavell.
Al cap hi ha els ulls, els detectors de calor, les fosses nasals, l'òrgan de Jacobson i els ullals, amb un potent verí.

## Hàbits
Aquesta serp viu en terrenys àrids, com a deserts i prades. Per tant, és d'hàbits terrestres. S'alimenta d'aus, llangardaixos i mamífers. És pacífica, però si la hi provoca pot mossegar i injectar verí extremadament tòxic, encara que primer adverteix amb el so del seu cascavell. El verí pot matar a animals molt majors que ella. Causa moltes morts humanes a l'any, la qual cosa la fa la serp més perillosa d'Amèrica del Nord. En alimentar-se, espera que el verí mati a la seva presa abans d'empassar-la-hi..

## Reproducció
Els joves triguen 3 o 4 anys a madurar sexualment. Aquestes serps són ovovivípares.